# Tijan Sallah

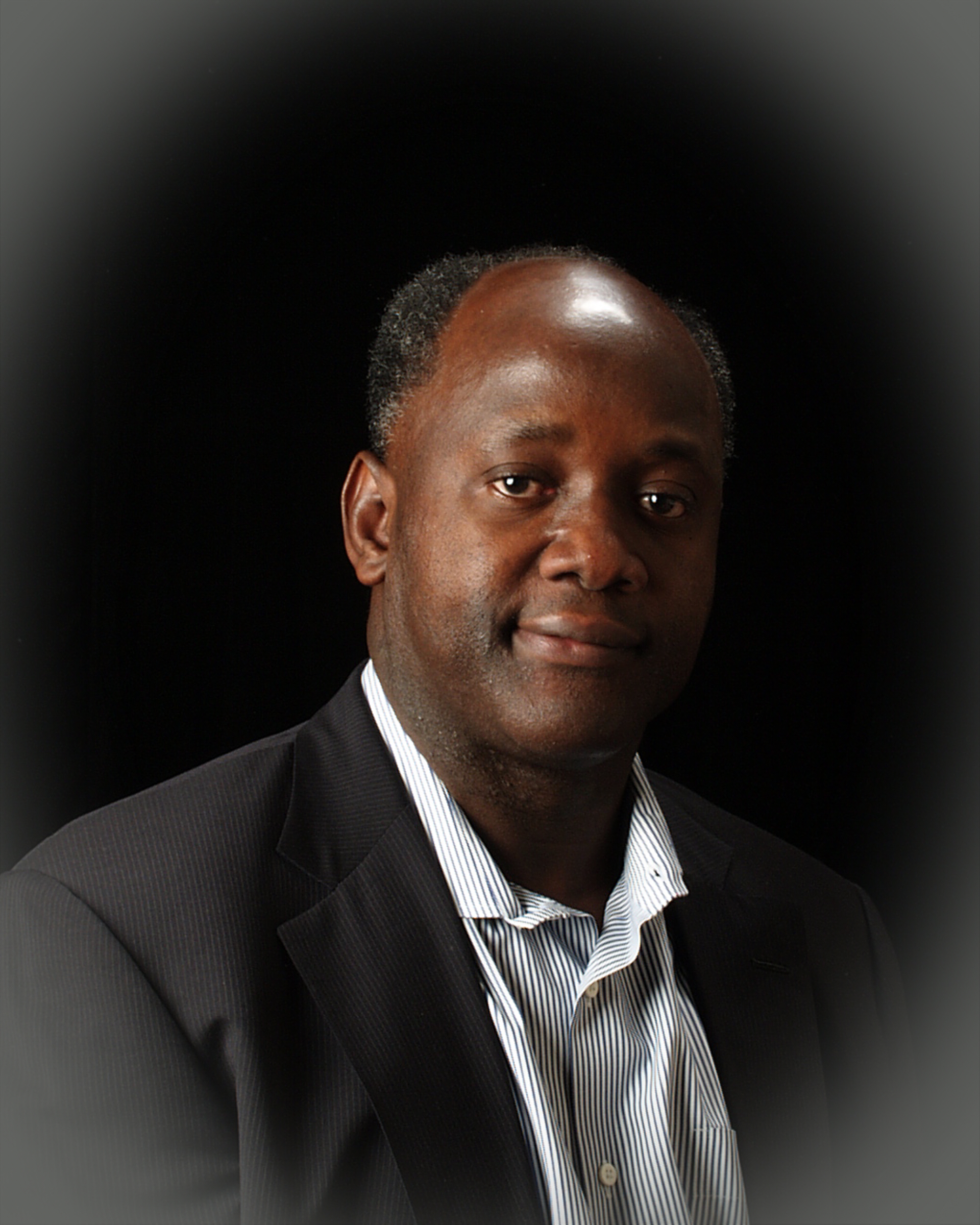
Tijan Sallah

Tijan Sallah, född  1958 i Sere Kunda, är en gambisk författare, främst känd för sina dikter och noveller. Efter skolgång i Gambia flyttade han till USA för studier vid Berea College och sedan Virginia Polytechnic Institute and State University, där han tog en doktorsexamen i nationalekonomi. Han undervisade vid amerikanska universitet, och arbetade sedan för Världsbanken. I sina verk behandlar han bland annat problemen med korruption i Gambia, och kvinnornas svåra situation.